# Escola Secundária Marquês de Pombal

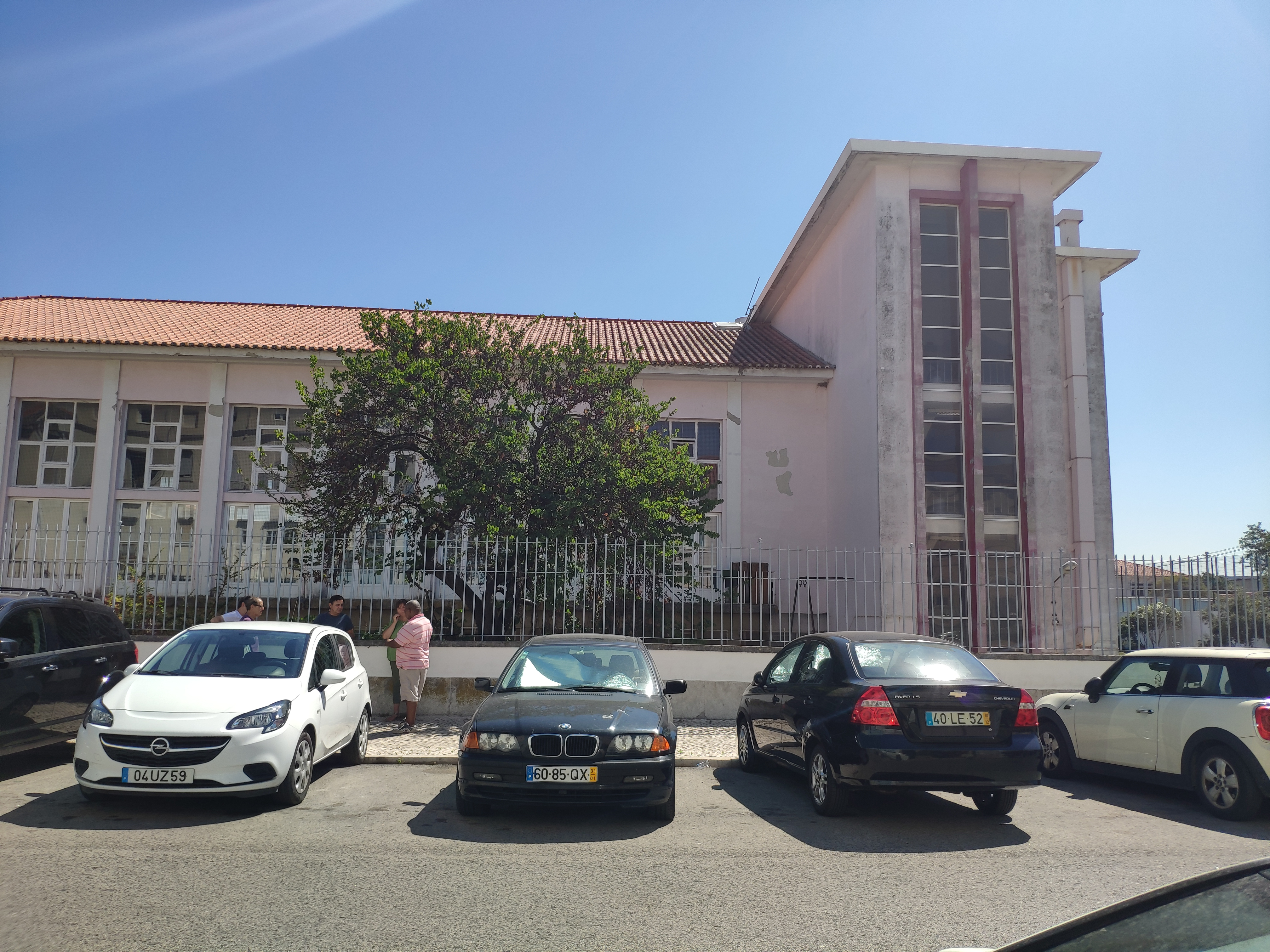
Escola Secundária Marquês de Pombal

A Escola Secundária Marquês de Pombal (ESMP) MHIP é um estabelecimento público de ensino secundário situado em Lisboa. É uma das mais antigas escolas de ensino secundário de Portugal, tendo sido criada em 17 de Novembro de 1884, como Escola de Desenho Industrial Marquês de Pombal.
No seguimento da criação do ensino técnico industrial, em 1884, foi dada indicação governamental, para a criação de oito escolas de desenho industrial, uma das quais em Alcântara, Lisboa. Assim, foi inicialmente instalada na Rua de Alcântara, a Escola de Desenho Industrial de Marquês de Pombal.
Posteriormente, a Escola foi transformada em Escola Industrial Marquês de Pombal. Em 1963, foi instalada nas novas instalações.
Com a extinção do ensino técnico industrial e a sua integração no ensino secundário unificado, no final da década de 1970, a Escola passou a designar-se "Escola Secundária Marquês de Pombal".
À Escola Marquês de Pombal se ficou a dever a formação de inúmeros técnicos. Este mérito foi reconhecido, oficialmente, com a entrega da condecoração, como Membro-Honorário da Ordem da Instrução Pública (26 de Março de 1991), pelo Presidente da República, a 20 de Outubro de 1990.